# Invázió (film, 2007)
Az Invázió (The Invasion) 2007-es amerikai sci-fi film Nicole Kidman és Daniel Craig főszereplésével.
Kezdeti munkafázisában az 1956-os A testrablók támadását vette alapul, mely Jack Finney azonos című, 1955-ös regénye alapján készült. A történetet 1978-ban, majd 1993-ban is feldolgozták, így ez lett a negyedik filmes feldolgozás. A film jegyzi Oliver Hirschbiegel német rendező hollywoodi debütálását; azonban a Warner Bros. felülbírálta a kész produkciót, így a Wachowski fivérek helyenként átírták, James McTeigue rendező vezényletével pedig utófelvételek készültek.
A bemutatóra végül 2007. augusztus 17-én került sor Amerikában, míg Magyarországon ugyanezen év november 15-én volt a premier.

## Szereposztás
| Szerep              | Színész             | Magyar hang    |
| ------------------- | ------------------- | -------------- |
| Carol Bennell       | Nicole Kidman       | Pápai Erika    |
| Ben Driscoll        | Daniel Craig        | Stohl András   |
| Tucker Kaufman      | Jeremy Northam      | Jakab Csaba    |
| Dr. Stephen Galeano | Jeffrey Wright      | Rába Roland    |
| Wendy Lenk          | Veronica Cartwright |                |
| Yorish              | Roger Rees          | Perlaki István |
| Oliver              | Jackson Bond        | Penke Soma     |

## Történet
Egy űrsikló rejtélyes módon a Földbe csapódik és a roncs belsejéből idegen vírus kezdi szedni áldozatait. Egy washingtoni pszichiáter, Carol Bennell, és kollégája, Ben Driscoll felfedezik, hogy a fertőzötteket a REM-alvásszakaszkor kibocsátott hormonok fordítják ki emberi mivoltukból. Ahogy a vírus terjed, egyre kevesebb megbízható ember marad. Az álmossággal küszködve Carol a fiát kutatja, aki talán a választ jelenti az invázió megfékezésére.

## Háttér
2004 márciusában a Warner Bros. Pictures felbérelte Dave Kajganich-cset, hogy írja meg az 1956-os A testrablók támadása című sci-fi remake-jének alapul szolgáló forgatókönyvet. 2005 júliusában rendezőként Oliver Hirschbiegel csatlakozott a projekthez, a munkálatok megkezdését pedig ugyanazon év októberére tűzték ki, Baltimore-ba. Augusztusban Nicole Kidman leszerződött a filmhez, közel 17 millió dolláros gázsiért, majd Daniel Craig is csatlakozott hozzá. Noha a korábbi alkotásra alapozta, Kajganich munkája eléggé eltért az eredeti történettől ahhoz, hogy a stúdió egy eredeti koncepcióként tekintsen rá. Kajganich szerint a történet kortárs időket tükröz; úgy nyilatkozott, „Csak szét kell nézni a világban manapság, hogy lássuk, a hatalom semmi többre nem készteti az embert, mindössze a vágyra, hogy megtartsa azt és kiiktasson bármit, ami fenyegeti.” A forgatókönyvíró e téma nyomatékosításaképpen helyezte Washingtonba a cselekményt. Az eltérő elképzelések révén Invasion-re („Invázió”) rövidített címet The Visitingre („A látogatás”) változtatták, hogy elkerüljék a kavarodást az akkoriban futó ABC-sorozattal, az Invasionnel (Rejtélyek városa).
A forgatás 2005. szeptember 26-án kezdődött és 45 napon át tartott. A filmben minimális a vizuális effektek száma, greenscreen-felvételekre nem volt szükség. Ezek helyett a rendező szokatlan kameraállásokat és klausztrofób helyeket használt a feszültség fokozása érdekében. 2006 októberében a The Visiting címből The Invasion („Az invázió”) lett, mivel az ABC törölte a hasonló című sorozatot műsoráról. A stúdió azonban nem volt megelégedve Hirschbiegel eredményével, így felkérték a Wachowski testvéreket a film átírására és asszisztációra a további felvételekhez. James McTeigue rendezőt bízták meg az új felvételekkel, amik 10 millió dollárt emésztettek fel. Ezekre 13 hónap inaktivitást követően, 2007 januárjában került sor annak érdekében, hogy növeljék az akciójeleneteket és csavaros befejezést biztosítsanak a történetnek. A Los Angelesben zajló, 17 napon át tartó plusz forgatás során Kidman balesetet szenvedett, miközben az általa vezetett Jaguart vontatta egy kaszkadőr. Több bordája eltört, de képes volt folytatni a munkát, miután rövid ápolást követően elhagyta a kórházat.

## Feldolgozások és címek
A Don Siegel által rendezett eredeti, 1956-os filmet 1978-ban dolgozták fel először, ugyancsak A testrablók támadása (Invasion of the Body Snatchers) címmel, Donald Sutherland, Jeff Goldblum és Leonard Nimoy főszereplésével. 1993-ban Abel Ferrara dolgozta fel újra a történetet, Testrablók (Body Snatchers) című filmjével, melyben Gabrielle Anwar és Forest Whitaker szerepeltek. Az új, negyedik film címe talán emiatt is – némi megkülönböztetésként – szintén az eredeti cím rövidítése lett, csak ezúttal az első taggal: így lett Invázió.

## Fogadtatás
A Rotten Tomatoes oldalán az Invázióról 19% arányban található pozitív visszajelzés több, mint 150 kritikus véleményéből. A konszenzus szerint a film „ügyesen elkészített, de hiányzik belőle a pszichológiai betekintés és az izgalmak.”
Az Invázió egyéves halasztást követően, 2006 júniusa helyett végül 2007. augusztus 17-én került az amerikai mozikba. Nyitóhétvégéjén csupán 6 millió dollárt hozott, majd a stúdió október 11-én kivonta a forgalomból, ekkor 15,1 millió dolláron állt bevétele. A világ többi részén szintén halovány 25 milliót keresett, így összbevétele valamivel 40 millió dollár feletti összeget mutat. A film ezért jelentős anyagi bukást volt kénytelen elkönyvelni.